# Jenino (Kaliningrad)
Jenino (Енино) war eine Siedlung in der russischen Oblast Kaliningrad (Gebiet Königsberg (Preußen)) im heutigen Rajon Bagrationowsk (Stadtkreis Preußisch Eylau).
Die Ortsstelle Jeninos liegt im südlichen Westen der Oblast Kaliningrad im Süden der Siedlung Slawskoje (Kreuzburg), 14 Kilometer nordwestlich der Rajonshauptstadt Bagrationowsk (Preußisch Eylau).
In Folge des Zweiten Weltkrieges verlor die Stadt Kreuzburg (Ostpr.) (russisch Slawskoje) im ostpreußischen Kreis Preußisch Eylau ihre Stadtrechte. Die Stadt wurde gemäß Erlass des Obersten Sowjets der UdSSR vom 17. November 1947 in zwei Teile geteilt: der ehemalige zentrale Teil der Stadt wurde das Dorf Slawskoje, während der ehemalige südliche Teil das Dorf Jenino wurde. Der Name „Jenino“ wurde zu Ehren des Oberstleutnants Jenino verliehen, der hier begraben liegt.
Beide Orte kamen 1947 zum Oktjabrski selski Sowet/okrug (Dorfsowjet Oktjabrskoje (Moritten)) bzw. als dieser Anfang der 1950er Jahre aufgelöst wurde zum Puschkinski selski Sowet/okrug (Dorfsowjet Puschkino (Posmahlen)). Im Jahre 1965 wurde die Siedlung Jenino der Siedlung Slawskoje angeschlossen und der Name gelöscht.
Jenino liegt im Süden der Siedlung Slawskoje – die dortige Straße uliza Jenina erinnert an den einstigen Namen des Dorfteils – an der Kommunalstraße 27K-116, die von Sadowoje über Kamenka (Krücken) in das russisch-polnische Grenzgebiet führt und vor 1945 weiter bis nach Sangnitten (heute polnisch Sągnity) verlief. 